# San José de La Laguna
San José de la Laguna är en ort norr om Tejupilco de Hidalgo i kommunen Tejupilco i delstaten Mexiko i Mexiko. Samhället hade 1 017 invånare vid folkräkningen 2020. Befolkningsnivån har stigit trettio procent på orten under de senaste femton åren.
I San José de la Laguna finns fem förskolor och grundskolor.